# Sichuansmygsångare
Sichuansmygsångare (Locustella chengi) är en nyligen beskriven fågelart i familjen gräsfåglar inom ordningen tättingar. Den är endemisk för Kina. Arten är lokalt ganska talrik och IUCN kategoriserar den som livskraftig.

## Kännetecken
Sichuansmygsångaren är en relativt liten fågel, 13 centimeter lång och med en kroppsvikt på 10 gram. Den mycket lik sin närmaste släkting, den rödbruna smygsångaren som förekommer från nordöstra Indien till norra Sydostasien och sydöstra Kina. De häckar i samma bergsområde men skiljer sig åt i höjdled där sichuansmygsångaren förekommer på lägre höjd. De båda arterna uppvisar vissa morfologiska skillnader men framförallt skiljer de sig åt i sång. Sichuansmygsångaren har en karaktäristisk och mycket enkel sång, som består av en sträv utdragen ton följd av en kortare ton, som upprepas med jämna mellanrum under lång tid. Den är annars tillbakadragen och svår att se.

## Utbredning och systematik
Arten beskrevs 2015 av ett forskargrupp från Sverige, Kina, USA, Storbritannien och Vietnam. Den är observerad i bergsområden i centrala Kina från cirka 1000–2300 meters höjd, där den förekommer i tät ört- och buskvegetation, i Sichuan, Guizhou, Hubei, Hunan, Shaanxi och möjligen Jiangxi. Den tros vara en flyttfågel, men dess övervintringsområde är än så länge okänt. DNA-analyser har visat att rödbrun smygsångare och sichuansmygsångare skildes åt från en gemensam förfader för cirka 850 000 år sedan.

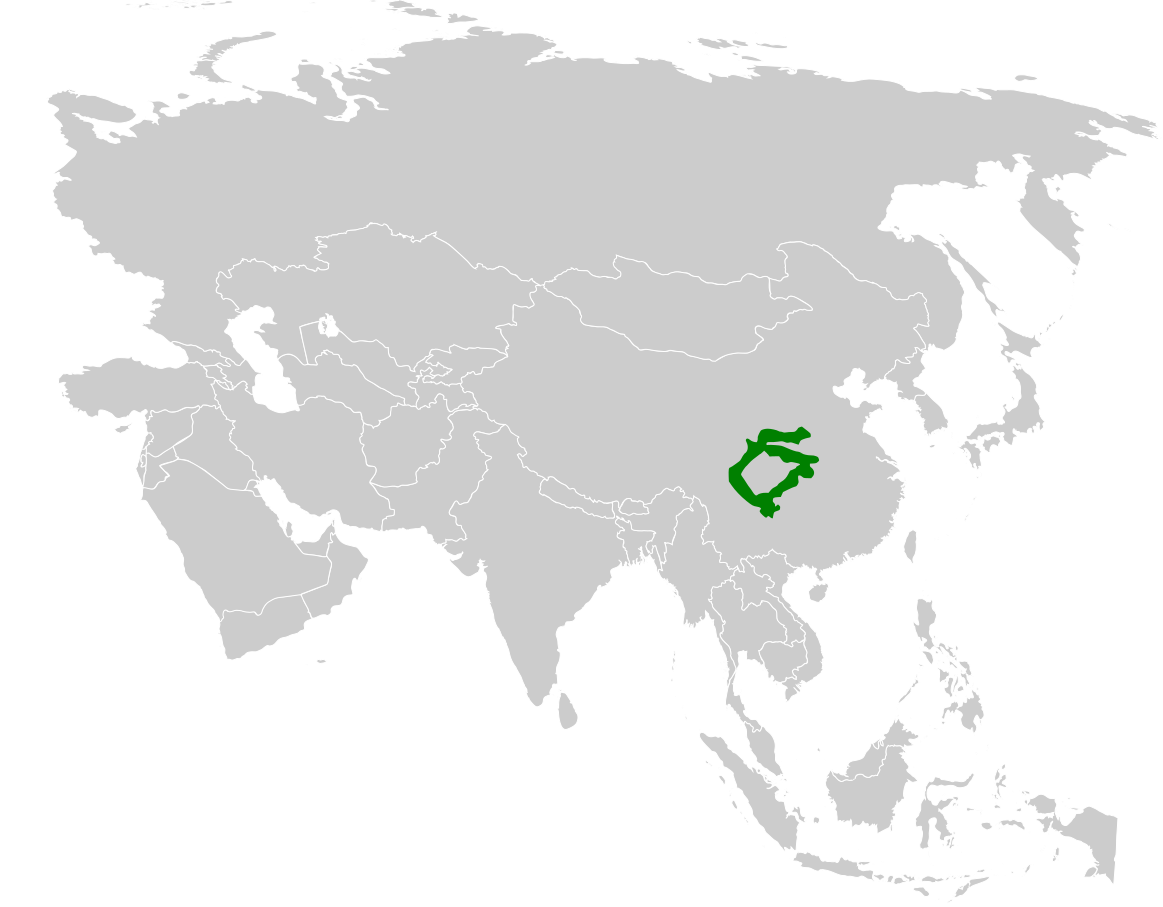
Sichuansmygsångarens utbredningsområde.

### Familjetillhörighet
Gräsfåglarna behandlades tidigare som en del av den stora familjen sångare (Sylviidae). Genetiska studier har dock visat att sångarna inte är varandras närmaste släktingar. Istället är de en del av en klad som även omfattar timalior, lärkor, bulbyler, stjärtmesar och svalor. Idag delas därför Sylviidae upp i ett flertal familjer, däribland Locustellidae.

## Status
Sichuansmygsångaren är lokalt ganska talrik, och dess livsmiljö är inte hotad, så dess bevarandestatus verkar gynnsam. IUCN kategoriserar arten som livskraftig.

## Namn
Sichuansmygsångarens har fått sitt vetenskapliga namn efter Cheng Tso-hsin (1906–1998), professor i ornitologi. Det svenska trivialnamnet syftar på Sichuanprovinsen, där arten först upptäcktes.